# Мішоппен Тауншип (округ Вайомінг, Пенсільванія)
Мішоппен Тауншип (англ. Meshoppen Township) — селище (англ. township) в США, в окрузі Вайомінг штату Пенсільванія. Населення — 937 осіб (2020).

## Демографія
Згідно з переписом 2010 року, у селищі мешкали 1073 особи в 429 домогосподарствах у складі 271 родини. Було 554 помешкання
Расовий склад населення:
| - 97,7 % — білих - 0,5 % — чорних або афроамериканців - 0,2 % — азіатів - 0,1 % — корінних американців |

До двох чи більше рас належало 0,7 %. Частка іспаномовних становила 1,4 % від усіх жителів.
За віковим діапазоном населення розподілялося таким чином: 26,1 % — особи молодші 18 років, 62,0 % — особи у віці 18—64 років, 11,9 % — особи у віці 65 років та старші. Медіана віку мешканця становила 37,8 року. На 100 осіб жіночої статі у селищі припадало 103,2 чоловіків;  на 100 жінок у віці від 18 років та старших — 100,8 чоловіків також старших 18 років.
Середній дохід на одне домашнє господарство  становив 63 801 долар США (медіана — 52 569), а середній дохід на одну сім'ю — 62 535 доларів (медіана — 52 917). За межею бідності перебувало 11,9 % осіб, у тому числі 20,9 % дітей у віці до 18 років та 2,7 % осіб у віці 65 років та старших.
Цивільне працевлаштоване населення становило 364 особи. Основні галузі зайнятості: виробництво — 22,3 %, роздрібна торгівля — 17,9 %, освіта, охорона здоров'я та соціальна допомога — 16,2 %.